# Mugodzjarbergen
Mugodzjarbergen (kazakiska: Mughalzjar; ryska: Мугоджары eller Мугоджарский хребет) är en låg bergskedja i västra Kazakstan. Den betraktas som en sydlig utlöpare av Uralbergen. Högsta toppen är 657 meter över havet. I bergen finns Embaflodens källa.

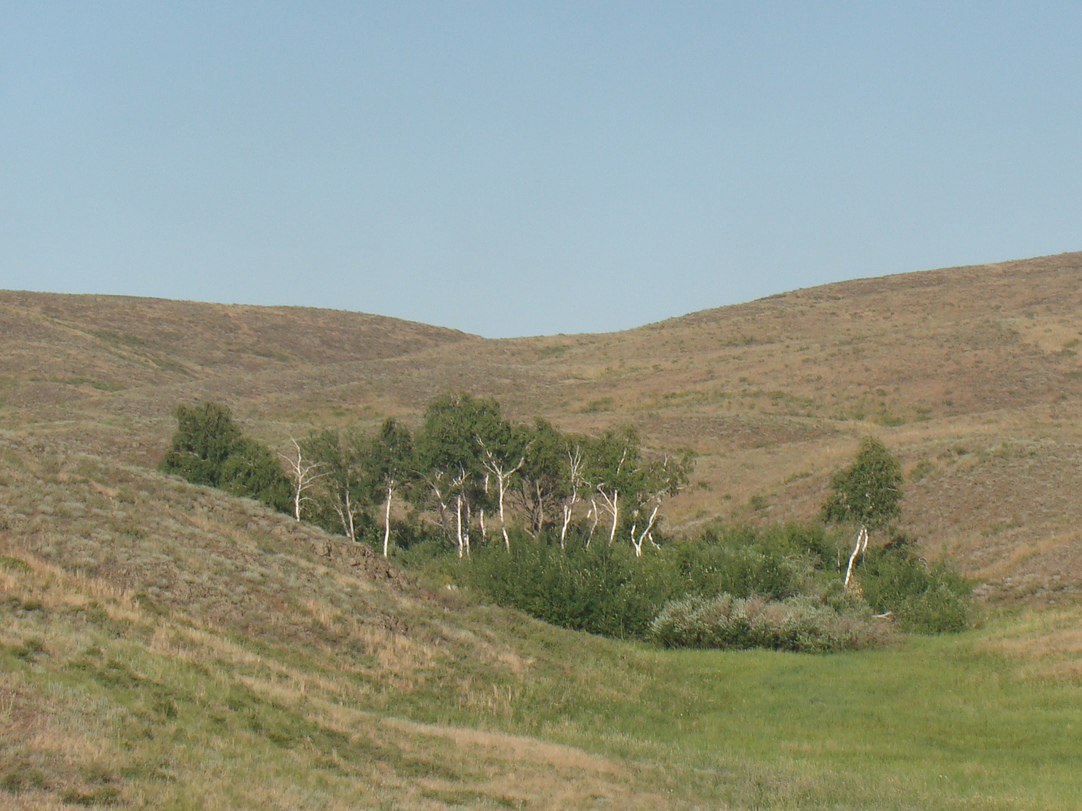
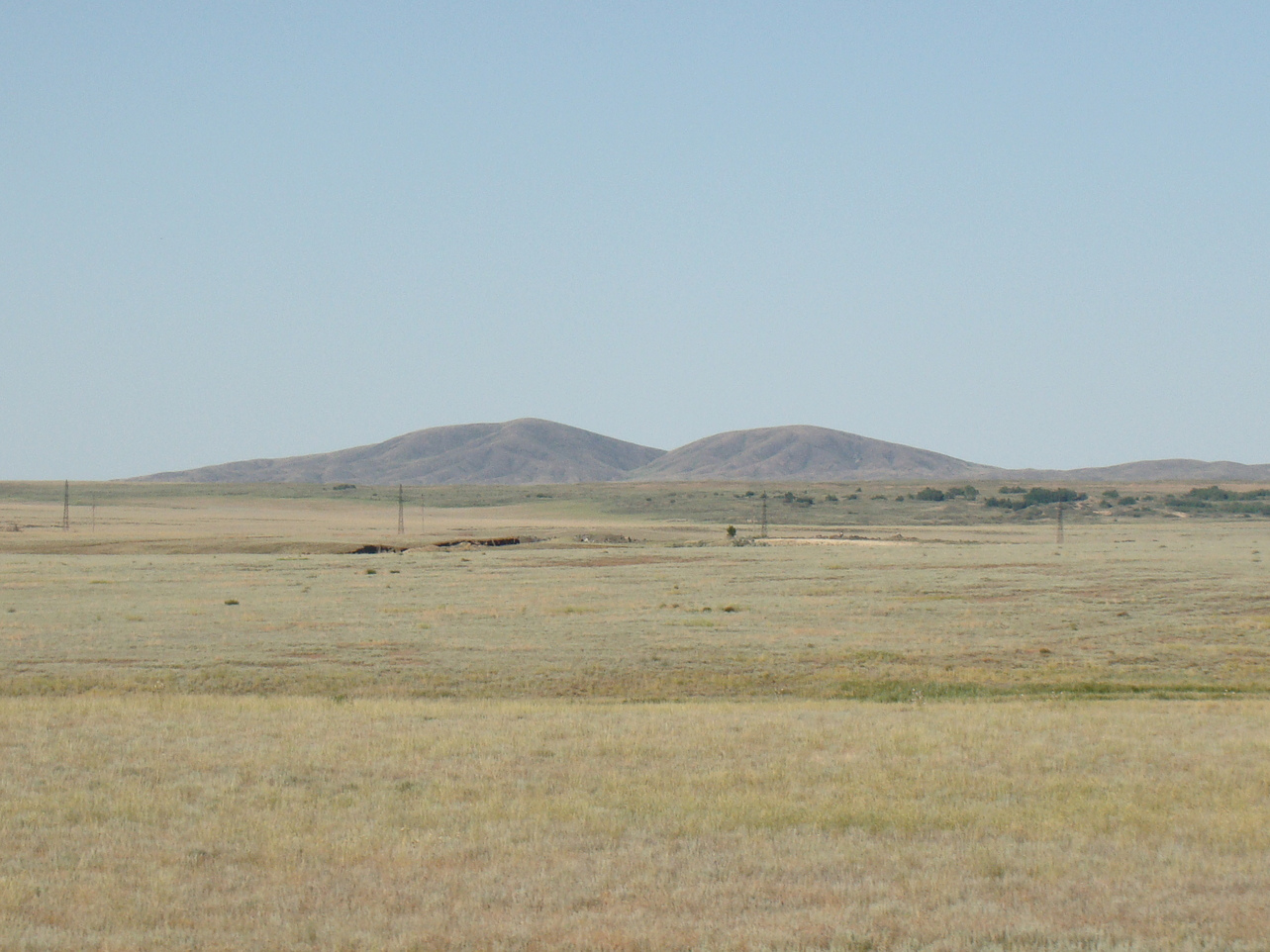
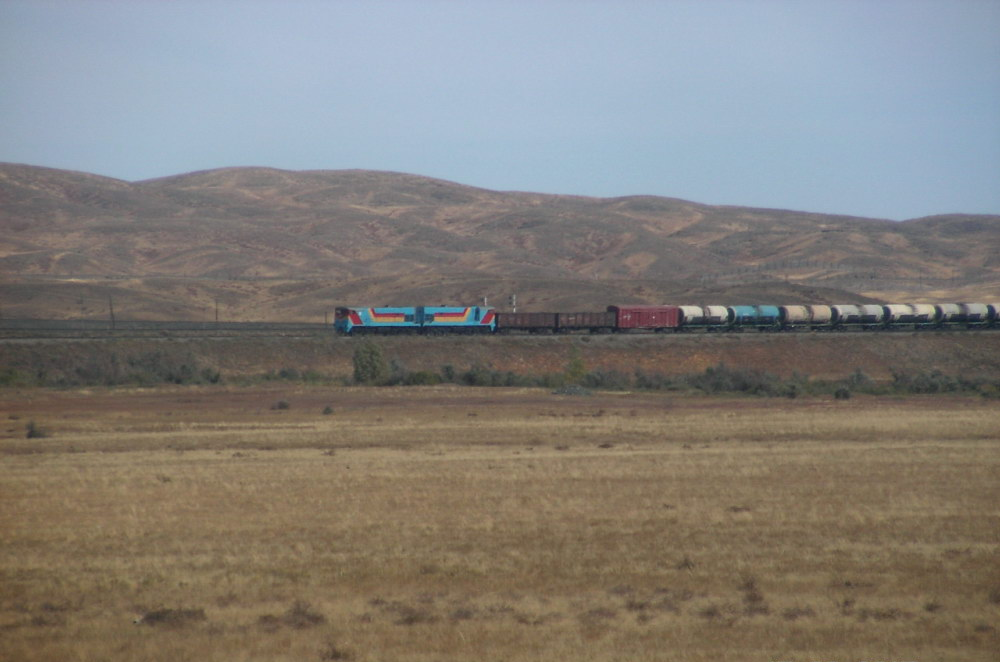
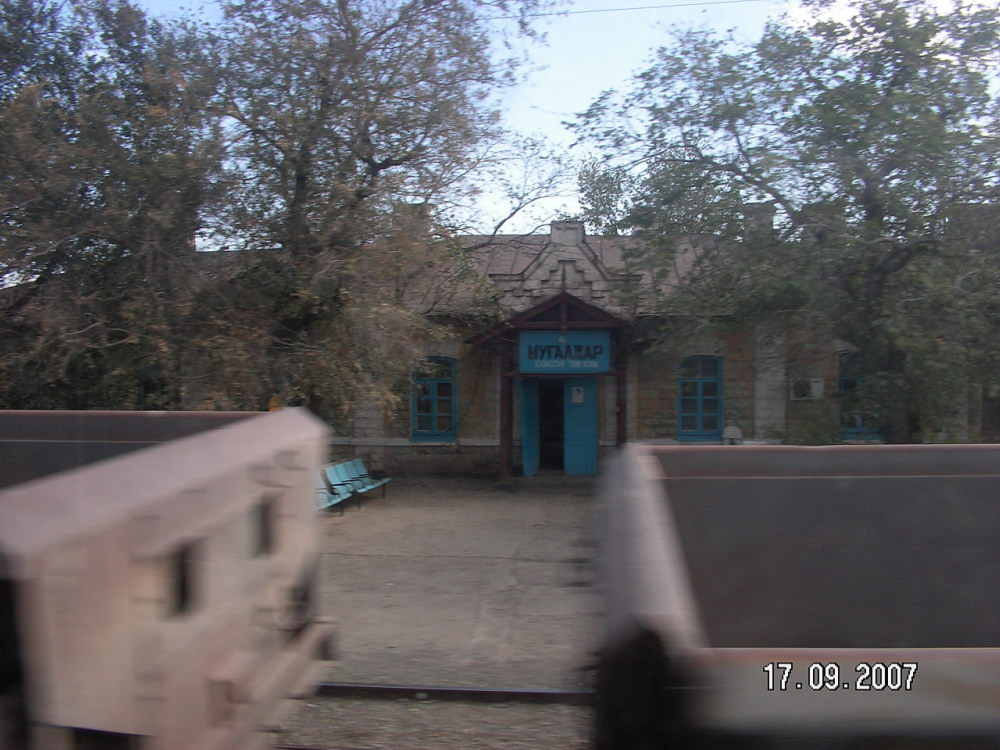